# Gaplus
Gaplus, uscito anche con il nome di Galaga 3 in Occidente, è il terzo videogioco della serie di Galaxian, sviluppato dalla Namco nel 1984. Come i predecessori è uno sparatutto a schermata fissa spaziale, in cui i nemici sono navicelle aliene di forma insettoide.
Venne convertito solo in versioni per i computer NEC PC-9801 e Commodore 64, quest'ultima realizzata da due utenti della storica rete britannica Compunet e pubblicata solo in edizione economica da Mastertronic. Apparve poi in raccolte come Namco Museum per piattaforme più moderne.

## Modalità di gioco
Gaplus è il secondo sequel di Galaga ed eredita dallo stesso la maggior parte del gameplay.
Le differenze con il suo precursore, oltre ai miglioramenti estetici, sono:
- Adesso il giocatore può muoversi anche verticalmente, per circa un terzo dello schermo.
- La nave boss presente in cima a ogni formazione rilascia, dopo essere stata distrutta, un pezzo di astronave (raccogliendone tre si ottiene una vita extra), oppure svariati power-up:
  - il rosso permette, per un breve lasso di tempo, di catturare le navi nemiche con un raggio traente e utilizzarle come arma addizionale, affiancandole alla propria fino a un massimo di sei, per un totale di 7 colpi sparabili contemporaneamente;
  - il blu fornisce una velocità di fuoco maggiore;
  - il verde permette di imprigionare le navi nemiche con un raggio a spirale per poi sparargli e ottenere punti bonus;
  - il viola rallenta per un po' di tempo tutte le navi nemiche (ma non i loro proiettili).
- Ogni tanto appaiono piccole meteore che si spaccano in schegge con traiettorie diagonali, da evitare.
- Ogni 3-4 livelli, che qui sono chiamati parsec, ci sono due tipi di challenging stage (livello sfida) in cui lo sfondo stellato scorre in direzione inversa e si presentano piccoli gruppi di navi nemiche. In questi livelli non si rischia di essere colpiti e si ottengono punti bonus sparando ai nemici, che qui però non muoiono ma vengono fatti rimbalzare da una parte all'altra dello schermo. Man mano che il giocatore colpisce i nemici viene composta una delle otto scritte seguenti, tutte in caratteri maiuscoli: BONUS, GAPLUS, DOUBLE, TRIPLE, GOOD!!, LUCKY, BYE BYE, EXTEND (quest'ultima permette di ottenere una vita extra).

## Colonna sonora
Le musiche si devono a Junko Ozawa.